# Brad Holland
John Bradley „Brad” Holland (ur. 6 grudnia 1956 w Billings) – amerykański koszykarz, występujący na pozycji rzucającego obrońcy, mistrz NBA z 1980 roku, po zakończeniu kariery zawodniczej trener koszykarski.

## Osiągnięcia
Stan na podstawie, o ile nie zaznaczono inaczej.
NCAA
- Uczestnik rozgrywek:
  - NCAA (1976)
  - Elite Eight (1976, 1979)
  - Sweet Sixteen (1976–1979)
- Mistrz sezonu regularnego konferencji:
  - Pac-8 (1976–1978)
  - Pac-10 (1979)
- Zaliczony do I składu Pac-10 (1979)

NBA
- Mistrz NBA (1980)[1]

Trenerskie
Główny
- Mistrz turnieju konferencji West Coast (WCC – 2003)
- Uczestnik turnieju NCAA (2003)
- 2-krotny trener roku konferencji WCC (1999, 2000)

Asystent
- Uczestnik rozgrywek:
  - Elite Eight turnieju NCAA (1992)
  - Sweet Sixteen turnieju NCAA (1990, 2991)
  - II rundy turnieju NCAA (1989, 1990, 1992)
  - turnieju NCAA (1989–1992, 2010)
- Mistrz:
  - sezonu regularnego konferencji Pac-10 (1992)
  - turnieju konferencji Big West (2010)